# The Lord of the Rings: The Two Towers (datorspel)
The Lord of the Rings: The Two Towers är ett 2002 action/hack 'n slash datorspel.
Spelet bygger på Peter Jacksons 2001-film Sagan om ringen  och hans 2002-film Sagan om de två tornen , som släpptes strax efter filmen.